# Izraelská liberální strana
Izraelská liberální strana (hebrejsky: מפלגה ליברלית ישראלית, Miflega Libralit Jisra'elit) byla izraelská politická strana a jedna z předchůdkyň současného Likudu.

## Historie
Liberální strana vznikla 8. května 1961 ke konci funkčního období čtvrtého Knesetu, sloučením Všeobecných sionistů a Progresivní strany (tak měla nová strana 14 mandátů ještě ve starém Knesetu). V roce 1961 se pak konaly předčasné volby poté, co Všeobecní sionisté a stran Cherut vyvolali hlasování o nedůvěře vládě kvůli Lavonově aféře. Ve volbách strana získala 17 mandátů, stejný počet jako Cherut, což z obou stran společně tvořilo druhé největší uskupení po Mapaj Davida Ben Guriona.
V roce 1965 probíhaly diskuse s Cherutem Menachema Begina ohledně případného sloučení stran. Dne 16. března 1965 na protest proti sloučení vystoupilo sedm poslanců vedených Pinchasem Rosenem ze strany (převážně bývalí členové Progresivní strany) a založili novou stranu Nezávislí liberálové. Dne 25. května 1965 se pak Liberální strana sloučila s Cherutem a vzniklo uskupení Gachal (hebrejský akronym názvu Blok Cherut-Liberálové, hebrejsky: גוש חרות-ליברלים, Guš Cherut-Libralim), ačkoliv obě strany zůstaly v rámci aliance i nadále samostatnými frakcemi.
Vytvoření Gachalu znamenalo v izraelské politice zlomový okamžik, neboť to bylo poprvé co mohla nějaká strana postavit hegemonii Mapaje. Koncem funkčního období Knesetu měl Gachal 27 mandátů, pouze o sedm méně než Mapaj, která měla 34 (z původních 42, neboť osm poslanců vedených Ben Gurionem opustilo stranu a založilo Rafi).
Před volbami v roce 1973 se Gachal sloučil s množstvím malých pravicových stran, včetně strany Svobodného středu (odštěpenec od Gachalu), Národní kandidátky a neparlamentní strany Hnutí za velký Izrael, a vytvořil stranu Likud. Ve volbách v roce 1977 pak Likud přepsal politické dějiny Izraele, když poprvé od vzniku státu v roce 1948 vyhrála pravice. Liberální strana přestala existovat v roce 1988, když se Likud stal jednotnou stranou.